# Cliona topsenti
Cliona topsenti är en svampdjursart som först beskrevs av Lendenfeld 1897.  Cliona topsenti ingår i släktet Cliona och familjen borrsvampar. Inga underarter finns listade i Catalogue of Life.